# Saint-Cirq-Madelon
Saint-Cirq-Madelon é uma comuna francesa na região administrativa de Occitânia, no departamento de Lot. Estende-se por uma área de 7,49 km². Em 2010 a comuna tinha 127 habitantes (densidade: 17 hab./km²).